# Rupar
Rupar je priimek več znanih Slovencev:
- Janez Rupar, veteran vojne za Slovenijo
- Marko Rupar, župan Občine Cerknica
- Pavel Rupar (*1960), politik
- Romana Rupar (*1962), častnica
- Uroš Rupar (*1965), alpinist - športni plezalec
- Urška Rupar Vrbinc, prevajalka